# Polana Głodówka
Głodówka – polana położona przy drodze wojewódzkiej nr 960 z Bukowiny Tatrzańskiej nad Morskie Oko. Należy do mezoregionu zwanego Pogórzem Spisko-Gubałowskim. Administracyjnie stanowi odrębną miejscowość typu schronisko turystyczne w województwie małopolskim, w powiecie tatrzańskim, w gminie Bukowina Tatrzańska.
Polana Głodówka znajduje się na wysokości 1070–1145 m na pochyłym stoku, nieco poniżej kulminacji wzniesienia Cyrhla nad Białką (1158 m). Ma powierzchnię około 6 ha i obecnie jest coraz mniej użytkowana pastersko. Tuż przy drodze znajduje się niewielki parking, a zaraz obok, w jej zakolu, jest drugi, większy. Na parkingach tych często zatrzymują się samochody i autobusy wycieczkowe; turyści podziwiają stąd panoramę Tatr z Głodówki. Polana była słynna z widoków już w początkach turystyki tatrzańskiej w XIX wieku – wówczas nad Morskie Oko również jeżdżono (furmankami) przez Bukowinę Tatrzańską. O panoramie tej Walery Eljasz-Radzikowski w 1874 pisał: Objechałem całe Tatry naokoło i przekonałem się, że znikąd się one wspanialej nie przedstawiają.
Nazwa polany pochodzi od nazwiska dawnego jej właściciela (Głód). Pierwszy dokument wymieniający polanę pochodzi z 1676 r., kiedy to król Jan III Sobieski wydał pozwolenie sołtysom miejscowości Groń na wyrobienie tej polany. Obecnie poniżej drogi na polanie znajduje się kilka stylowych zabudowań góralskich; powyżej drogi stoi duży, murowany budynek Ośrodka „Głodówka”, wybudowanego w latach 1938–1939. Nieco na północ od polany Głodówki leży druga polana (Wyżnia Głodówka) z prywatnym schroniskiem turystycznym.